# Francisco Yeste
Francisco Javier Yeste Navarro (* 6. Dezember 1979 in Bilbao, Spanien), kurz Yeste, ist ein spanischer Fußballspieler.

## Karriere
Seine Fußballkarriere begann Yeste 1991 bei seinem Heimatverein Athletic Bilbao, wo er sich zu einem der besten Jugendspieler Spaniens entwickelte. 1999 wurde er mit Spanien U20-Juniorenweltmeister.
Francisco Yeste schaffte den Durchbruch in der ersten Mannschaft des baskischen Traditionsvereines Athletic Bilbao in der Saison 2000/01 und ist seitdem Stammspieler. Der Linksfuß ist in der Offensive vielseitig einsetzbar. Seine Stammposition ist im linken Mittelfeld. In den letzten Jahren übernahm er aufgrund seiner Spielintelligenz und seines exzellenten Passspiels aber auch zunehmend die Rolle des zentralen Spielgestalters und wurde so zum Schlüsselspieler für sein Team. Yeste wird aber auch auf dem rechten Flügel eingesetzt, als hängende Spitze oder als zentraler Stürmer.
Nach einem Jahr Aufenthalt in den Vereinigten Arabischen Emiraten wechselte der Spanier nach Griechenland zu Olympiakos Piräus. Der Vertrag wurde nach nur einem halben Jahr in der Winterpause 2011/12 aufgelöst. Yeste ist derzeit vereinslos.

## Titel und Erfolge
- Junioren-Fußballweltmeisterschaft 1999